# Chiesa di San Pietro Martire (Castel Castagna)
La chiesa di San Pietro Martire è la parrocchiale di Castel Castagna, in provincia di Teramo e arcidiocesi di Pescara-Penne; fa parte della forania di Cermignano.

## Storia
Il primitivo nucleo del luogo di culto esisteva già nel XIV secolo.
Nel XVI secolo la chiesa fu oggetto di un intervento di rifacimento e di rinnovamento; a questa fase risale anche il portale d'ingresso, sul quale è incisa la data 1516.
Il timpano della facciata venne abbellito nel 1892 con la realizzazione delle decorazioni e dello stemma che campeggia al centro.
La parrocchiale fu interessata nel 2000 da un importante restauro, in occasione del quale si procedette all'esecuzione dell'adeguamento liturgico secondo le usanze postconciliari mediante l'aggiunta dell'ambone e dell'altare rivolto verso l'assemblea.

## Descrizione

### Esterno
La facciata della chiesa, rivolta a sudest, è suddivisa in due registri: quello inferiore, in pietra, presenta al centro il portale d'ingresso lunettato, mentre quello superiore, intonacato, è caratterizzato da una finestra a tutto sesto e coronato dal timpano di forma triangolare.
Annesso alla parrocchiale è il campanile a base quadrata, la cui cella presenta su ogni lato una monofora ed è coronata dalla guglia piramidale.

### Interno
L'interno dell'edificio si compone di un'unica navata a due campate, sulla quale si affacciano due nicchie, contenenti delle statue, e le cui pareti sono scandite da lesene sorreggenti la trabeazione modanata e aggettante sopra la quale si imposta un registro attico; al termine dell'aula si sviluppa il presbiterio, leggermente rialzato, coperto da volta a botte e chiuso dalla parete di fondo piatta, sulla quale si apre una finestra a lunetta.